# Satyasiddhi
A escola Satyasiddhi (Ch.: Ch'eng Shih Tsung; Jp.:Jojitsu-shu; 成實宗) de budismo baseia-se no texto conhecido como Satyasiddhi-Shastra (成實論; Ch.: Ch'eng Shih Lun; Jp.: Jojitsu-ron), de autoria do mestre indiano Harivarman. Este tratado da primeira metade do século IV chegou até os dias atuais apenas em sua tradução para a língua chinesa feita por Kumarajiva.
Seus expositores iniciais mais famosos na China foram os chamados "Três mestres da Dinastia Liang (502-557 d.C.)": Seng-min (僧旻) (467–527 d.C.), Chih-tsang (智蔵) (458–522 d.C.) e Fa-yun (法雲) (467-529 d.C.). Os três receberam instrução nesta escola do monge Hui-tz'u (慧次) (434–490 d.C.).